# Pilobatella pseudovermiseta
Pilobatella pseudovermiseta är en kvalsterart som beskrevs av Corpuz-Raros 1979. Pilobatella pseudovermiseta ingår i släktet Pilobatella och familjen Haplozetidae. Inga underarter finns listade i Catalogue of Life.